# Ali ben Xams al-Din
Ali ben Xams al-Din (segles XV-XVI) fou un historiador persa.
És l'autor d'una història de Gilan titulada Tarikh-i khani, que relata la història del país entre els anys 1475 i el 1514. A la introducció, diu que l'autor era el sultà Ahmad Khan, però tots els erudits estan d'acord que Ali en fou el verdader autor.